# Кизилсай (Меркенський район)
Кизилса́й (каз. Қызылсай) — село у складі Меркенського району Жамбильської області Казахстану. Входить до складу Жанатоганського сільського округу.
У радянські часи село називалось Кизил-Сай.
Населення — 417 осіб (2021; 391 у 2009, 379 у 1999, 425 у 1989).